# Wisti
Navnet Wisti - også i formen Visti - betyder helligdomsvogter. Det er vi- eller  wi- der på oldnordisk betyder hellig. Et videre eksempel er den danske by Viborg (lokaliseret i Midtjylland) der betyder helligdomshøj, eller hellig høj.
I 2020 havde 19 mænd i Danmark navnet Wisti som første fornavn, mens 165 mænd havde navnet Visti som første fornavn i 2020. 38 personer havde enten navnet Wisti eller Visti som efternavn.
Navnet Wisti/Visti er typisk dansk og ikke videre udbredt i det øvrige Skandinavien. I Norge ses navnet ikke at forekomme som fornavn, og der er kun registreret 4 tilfælde af efternavnet Visti i Norge, og der synes endvidere kun at være et enkelt tilfælde af efternavnet Wisti i landet (2020). I Sverige finder man 2 personer med fornavnet Visti, mens man finder 43, der hedder Visti eller Wisti til efternavn (2020).